# Rödspetsad blåsbagge
Rödspetsad blåsbagge (Malachius aeneus) är en skalbaggsart som först beskrevs av Carl von Linné 1758.  Rödspetsad blåsbagge ingår i släktet Malachius, och familjen Malachiidae. Enligt den finländska rödlistan är arten nära hotad i Finland. Enligt den svenska rödlistan är arten nära hotad i Sverige. Arten förekommer i Götaland och Öland. Arten har tidigare förekommit på Gotland, Svealand, Nedre Norrland och Övre Norrland men är numera lokalt utdöd. Artens livsmiljö är torra gräsmarker.

## Bildgalleri

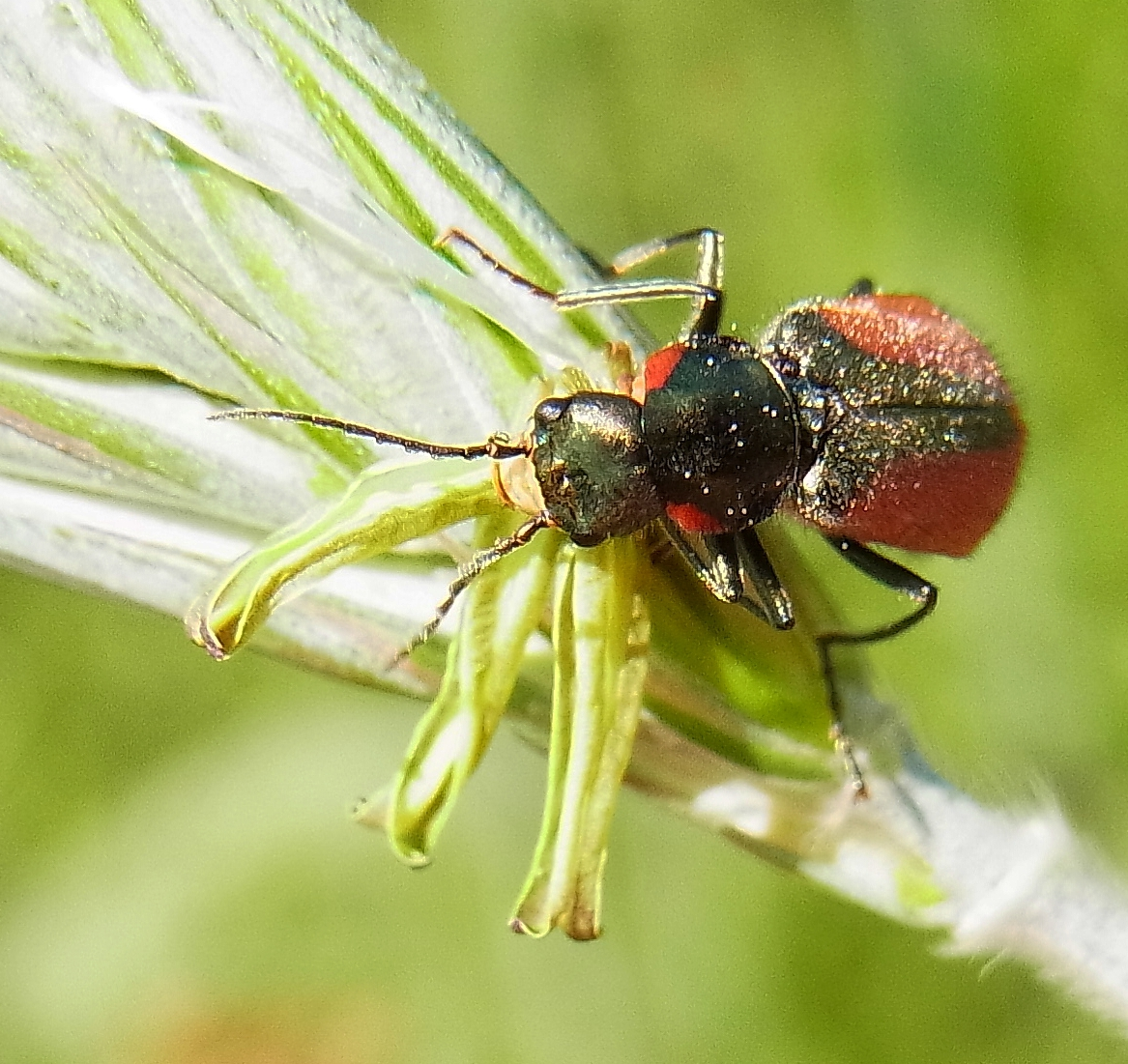
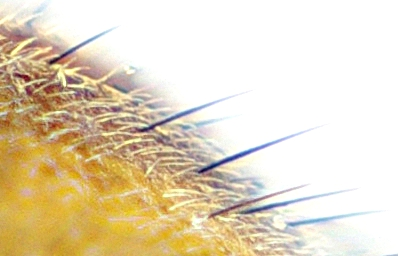